# Bangabandhu Nationaal Stadion
Het Bangabandhu National Stadium (Bengaals: বঙ্গবন্ধু জাতীয় স্টেডিয়াম), ook bekend als het Dhaka Stadium, en voormalig stond het bekend als Dacca Stadium, is een multifunctioneel stadion in Dhaka, de hoofdstad van Bangladesh. Het ligt in de Motijheel area, in het centrum van de stad. De naam van het stadion is gegeven ter ere van Mujibur Rahman, een Bengaals politicus en eerste leider van Bangladesh na de afscheiding van Oost-Pakistan. Bangabandhu betekent 'Vriend van de Bengalen'.

## Renovatie
Het stadion is meerdere keren gerenoveerd. Bijvoorbeeld voor de openingsceremonie van het Wereldkampioenschap cricket in 2011. Voor de renovatie konden er 55.000 toeschouwers in, na deze renovatie was het aantal teruggebracht tot 36.000 toeschouwers. Het is echter nog steeds het grootste stadion van Bangladesh.

## Gebruik
Op dit moment wordt het stadion vooral gebruikt voor voetbal- en atletiekwedstrijden. In 2003 werd dit stadion gebruikt voor het Zuid-Aziatisch kampioenschap voetbal, dat toernooi was van 10 tot 20 januari 2003 en alle wedstrijden vonden plaats in dit stadion. Het nationale cricketteam speelde tot 1 maart 2005 zijn thuiswedstrijden in dit stadion. In 2010 werd het stadion gebruikt voor de Zuid-Azië Spelen. In 2018 werden in dit stadion weer alle wedstrijden op het Zuid-Aziatisch kampioenschap voetbal gespeeld. De finale van dat toernooi was op 15 september 2018 tussen Maldiven en India (2–1).

## Afbeeldingen

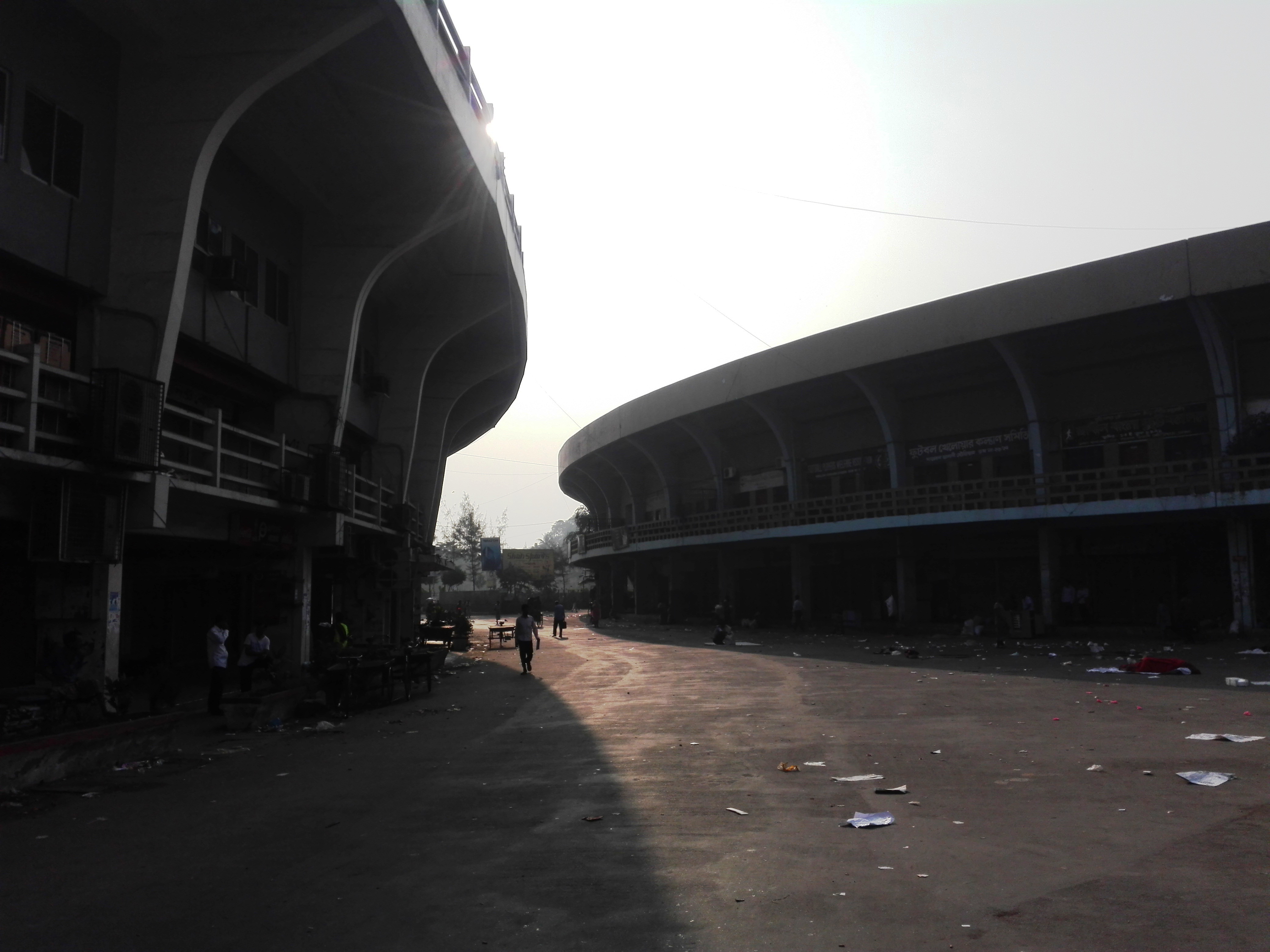
De buitenkant van het stadion.
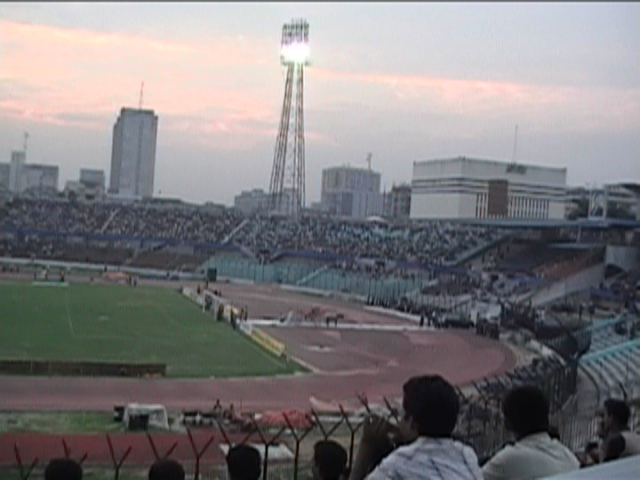
Toeschouwers in het stadion.
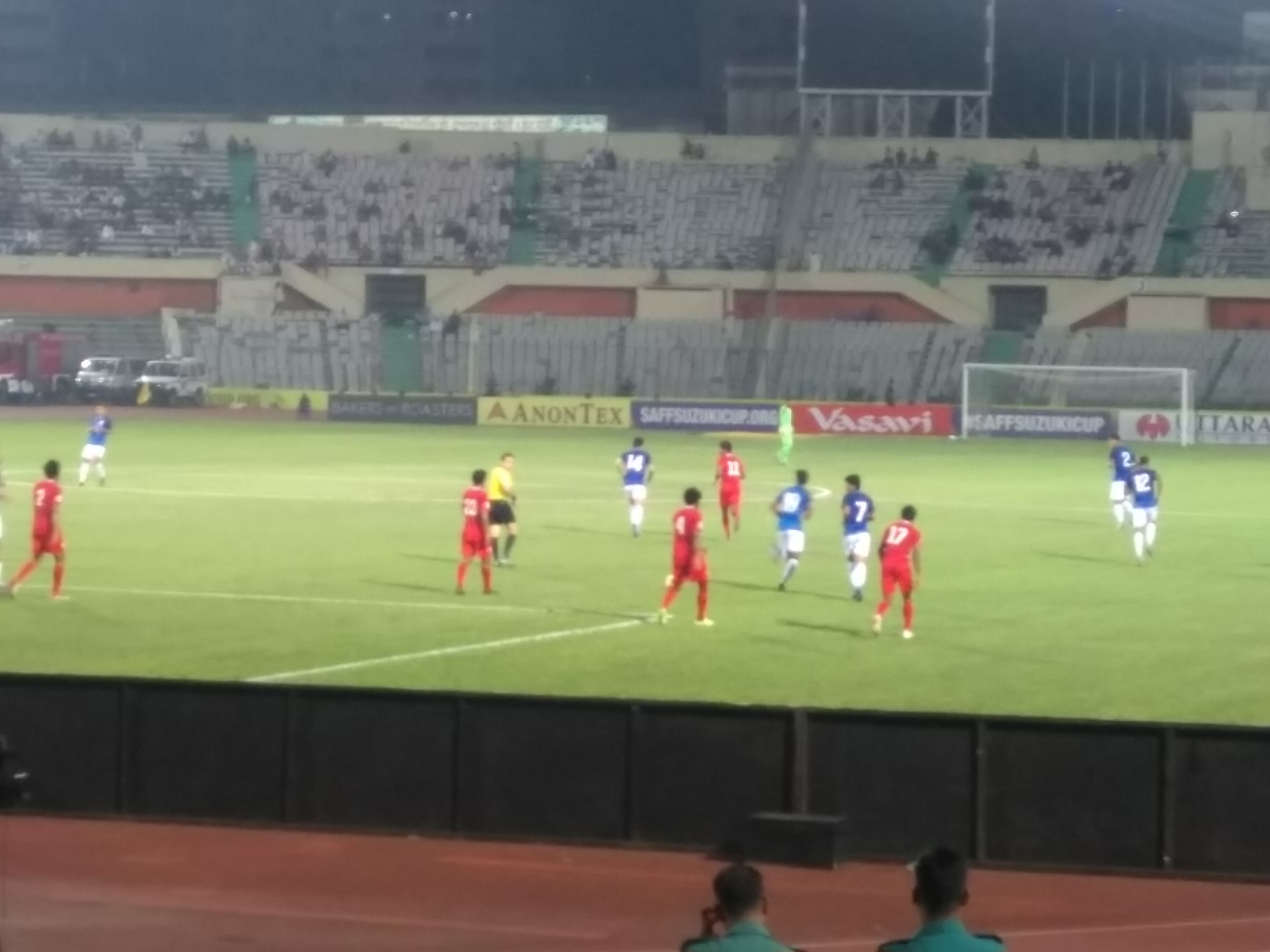
Zuid-Aziatisch kampioenschap voetbal 2018 (Finale)